# Fetichismo travestista
El Fetichismo travestista es un tipo de fetichismo sexual que consiste en la gratificación sexual por el contacto y/o revestimiento con prendas pertenecientes al sexo opuesto, con especial relevancia de la ropa interior. La ropa del sexo opuesto sería el fetiche.

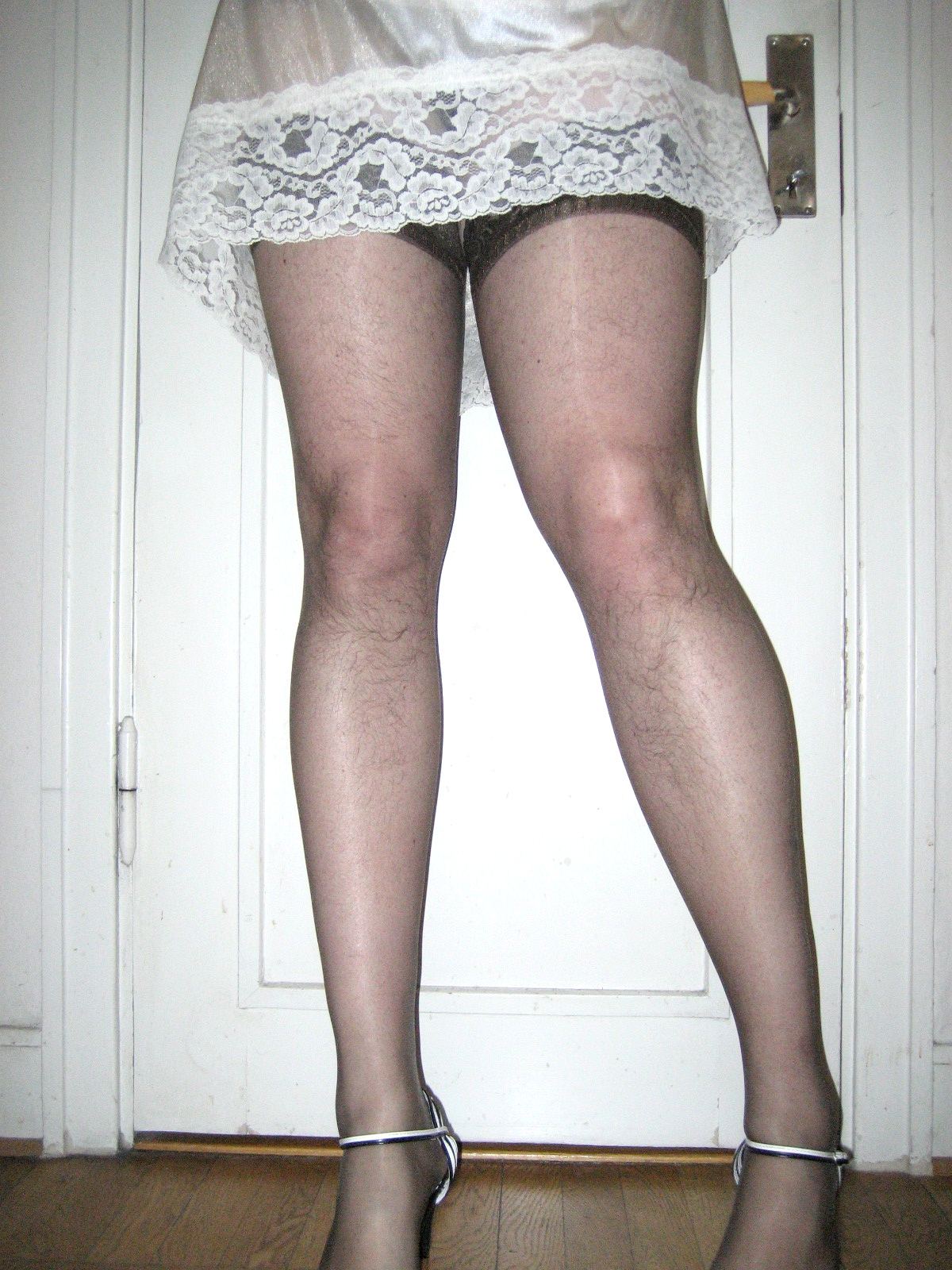
Fetichismo travestista.

## Definición
Comúnmente hace referencia a hombres heterosexuales que visten de mujer para obtener placer sexual. Los fetichistas suelen practicar su inclinación en absoluta privacidad y secreto.
Es importante subrayar que los fetichistas travestistas son por lo general heterosexuales.
En el DSM IV aparece en la lista de los Trastornos sexuales y de la identidad sexual dentro de la sección Parafilias como F 65.1 Fetichismo travestista [302.3] y el diagnóstico no puede hacerse en los casos en los que el travestismo aparece en el transcurso de un trastorno de la identidad sexual.
El transvestismo puede ser un antídoto para la ansiedad o la depresión, y lo ayuda a obtener una sensación de paz y tranquilidad.
El grado con el que el individuo se transviste depende del hábito corporal y su habilidad. Puede hacerlo tanto de manera ocasional y en solitario como involucrarse completamente en la subcultura travestista.
Algunos llevan una sola prenda femenina de ropa interior o lencería escondida bajo su atuendo mientras que otros prefieren vestirse y maquillarse como mujer.
Según el DSM IV solo se da en varones heterosexuales con un aspecto completamente masculino. El individuo guarda una colección de ropa femenina que utiliza para masturbarse sintiéndose al mismo tiempo el sujeto masculino y el objeto femenino de su fantasía sexual. Esa prenda puede ser un objeto erótico en sí mismo y utilizarse luego de la masturbación para tener relaciones sexuales heterosexuales.
En ocasiones pueden tener relaciones homosexuales pero no necesariamente.
Vestirse de mujer para lograr una satisfacción erótica no tiene relación con dudas sobre su sexualidad o identidad sexual. Por tanto, el fetichismo travestista no equivale necesariamente a homosexualidad, bisexualidad, transgénero o transexualidad.
En algunos casos, el fetichista presentan cuadros de Sado-Masoquismo, es decir que esta parafilia puede no presentarse sola, bien formando parte, bien coexistiendo con otras parafilias, ninguna de ellas asociadas a conductas homosexuales, es decir se presenta en un 99.9% en sujetos heterosexuales.
La mayoría de los fetichistas travestistas suelen vestirse con ropas semejantes a prostitutas, por eso muchas feministas argumentan que no se visten de mujeres, sino que se disfrazan de la fantasía de todo hombre. Y una psicopatología y travestistas un tabú universal, la distinción normal entre el hombre y la mujer.
Aunque en el DSM IV aparece en la lista de los Trastornos sexuales, el 17 de noviembre del 2008 La Dirección de Asuntos Sociales de Suecia anunció que eliminará de la lista de enfermedades a partir del 1 de enero de 2009, el objetivo es no reforzar los prejuicios que sobre estas conductas puedan existir. No contribuir a que ciertas conductas sean tenidas por enfermedades, pasando a ser solo una preferencias sexuales de cada individuo, en el que la sociedad no tiene que inmiscuirse. Un cambio similar se hizo con la homosexualidad en 1979, cuando dejó de tratarse como enfermedad. Al igual que la Organización Mundial de la Salud (OMS) publicó el lunes 18 de junio de 2018 la nueva clasificación de enfermedades (ICD- 11, en inglés) que va a debatir en la Asamblea General en mayo de 2019 no figura más en el ítem “trastornos mentales, del comportamiento y del neurodesarrollo”, entró en vigencia el 1° de enero de 2022.

## Rasgos fetichistas
Todos los autores están de acuerdo en que el travestismo como parafilia se da fundamentalmente en sujetos heterosexuales. En las estadísticas de Prince (1967), solo el 29% de los sujetos consultados admiten conductas o tendencias homosexuales; cierto que hay homosexuales que se travisten en aras del espectáculo, de la prostitución, simplemente por placer estético o por histrionismo, pero ello no guarda relación con la excitación sexual. El DSM-IV es especialmente estricto en este criterio y “elimina” a todos los hombres homosexuales que se visten con ropas del sexo opuesto. Para Bradley (1991), en los casos en que las propiedades eróticas de vestirse con ropa del sexo opuesto decaen con el tiempo, se debería revisar el diagnóstico y considerar la posibilidad de un trastorno por identidad de género.
En general, se trata pues de hombres heterosexuales, normalmente casados y con hijos. En algunas ocasiones, mantienen en secreto su condición incluso para sus esposas. Un tercio de la muestra de Croughan y de Beaumont (1981), presentaba fantasías sadomasoquistas, pero solamente un 4% llevaba a la práctica estas fantasías. En otro estudio de Prince (1972), el 64% estaba casado y el 75% tenía hijos. En un 1/3 de los pacientes el elemento preferido durante la relación sexual era un camisón, y más de la mitad usan ropa interior femenina, frecuentemente en el día bajo la ropa masculina. En el 80% de los casos, las esposas conocían la particularidad de sus maridos y un 50% la aceptaban. A destacar que el 70% de los encuestados (504 en total) se describían a sí mismos como “hombres que trataban de expresar su lado femenino”. Según Docter (1988), los travestistas parecen ser más ansiosos, introvertidos y emotivos que un grupo control. A pesar de que se lo considera un fenómeno no raro, es difícil dar cifras de prevalencia, aunque McConaghy (1993) la estimó en al menos 1% de la población general.
Un estudio se llama "Ropa interior o íntima porque es lo más intransferible de nuestro atuendo, pero cada vez lo es menos". Llevado a cabo por Style Compare, una firma de ropa interior británica, la compañía hizo un estudio a 2.000 personas de ambos sexos, que revela que el 17% de los hombres ha usado la ropa interior de su pareja femenina. Además, un 14% de las parejas admite que comparte ropa interior esto fue recogido el Daily Mail (2017)
Según Esmeralda, una crossdresser de Sevilla, hay más personas cross de las que pensamos. "Lo que pasa es que hay muchas que lo viven de forma íntima o secreta. He visto estadísticas de que 1 de cada 20 hombres disfrutan vistiéndose de mujer", dice. Esmeralda es divorciada, pero comenta que sus parejas siempre lo han sabido, al igual que su hijo adolescente. En el trabajo lo lleva con discreción y en cuanto a sus padres dice que "están muy mayores para darles disgustos que no entenderían".

## En la cultura popular
En EE. UU. se han hecho populares una serie de libros publicados por la doctora en psicología Peggy J. Rudd que están escritos desde el punto de vista de la esposa de un hombre travestido. Los títulos incluyen: "Mi esposo se viste con mi ropa: El travestismo desde la perspectiva de una esposa", "Travistiéndose con dignidad: Trascendiendo las barreras de género", "Los travestidos y las personas que comparten su vida". Rudd también es miembro del patronato de Tri-Ess, una organización internacional sin fines de lucro para travestidos heterosexuales y sus familiares.